# 新潟労働局
新潟労働局（にいがたろうどうきょく）は、新潟県新潟市中央区にある都道府県労働局で、新潟県を管轄している。

## 所在地
- 本局 新潟県新潟市中央区美咲町一丁目2番1号 新潟美咲合同庁舎2号館3階・4階

2012年5月1日 - 新潟県新潟市中央区川岸町1-56から移転。

## 組織
局長
- 総務部
  - 総務課、労働保険徴収課
- 労働基準部
  - 監督課、健康安全課、賃金室、労災補償課
- 職業安定部
  - 職業安定課、職業対策課、地方訓練受講者支援室、需給調整事業室
- 雇用環境均等室

## 出先機関
- 労働基準監督署（9署）[1]
  - 新潟労働基準監督署（新潟市中央区）
  - 長岡労働基準監督署（長岡市）
  - 上越労働基準監督署（上越市）
  - 三条労働基準監督署（三条市）
  - 新発田労働基準監督署（新発田市）
  - 新津労働基準監督署（新潟市秋葉区）
  - 小出労働基準監督署（魚沼市）
  - 十日町労働基準監督署（十日町市）
  - 佐渡労働基準監督署（佐渡市）

- 公共職業安定所（ハローワーク、13所3出張所）[2]
  - 新潟公共職業安定所（新潟市中央区）
  - 長岡公共職業安定所（長岡市）
    - 小千谷出張所（小千谷市）

  - 上越公共職業安定所（上越市）
    - 妙高出張所（妙高市）

  - 三条公共職業安定所（三条市）
  - 柏崎公共職業安定所（柏崎市）
  - 新発田公共職業安定所（新発田市）
  - 新津公共職業安定所（新潟市秋葉区）
  - 十日町公共職業安定所（十日町市）
  - 糸魚川公共職業安定所（糸魚川市）
  - 巻公共職業安定所（新潟市西蒲区）
  - 南魚沼公共職業安定所（南魚沼市）
    - 小出出張所（魚沼市）

  - 佐渡公共職業安定所（佐渡市）
  - 村上公共職業安定所（村上市）

## 管轄
- 新潟県全域